# Bataille socialiste
Bataille socialiste est un ancien courant à la gauche de la Section française de l'Internationale ouvrière (SFIO) actif de 1927 à 1939, dirigé par Jean Zyromski et Marceau Pivert (qui s'en détachera en 1935 pour fonder la Gauche révolutionnaire).

## Historique

### Entre-guerres
La Bataille Socialiste perpétue au sein de la SFIO la tradition guesdiste, du refus de soutenir un gouvernement « bourgeois ». Elle est créée à la suite du 24e congrès lorsque la gauche du parti a présenté une motion portée par Bracke-Desrousseaux et Jean Zyromski qui réunit 23 % des mandats face à la motion de synthèse du centre (Paul Faure) et de l'aile droite (Léon Blum). Les signataires de cette motion se rassemblent à partir de juin 1927 autour du mensuel La Bataille socialiste, qui paraît jusqu'en juin 1939.
Le courant s'inscrit dans la minorité et s'oppose dans un premier temps à Paul Faure, le secrétaire général du parti. De 1927 à 1933, la Bataille socialiste joue alors un rôle historique de premier plan, en réduisant tous les débats entre socialistes aux seules questions de la discipline et de la participation à un gouvernement.
La question se pose en 1929 lorsque le radical Édouard Daladier propose aux socialistes un accord de gouvernement. L'aile droite du parti (blumistes et néo-socialistes) y est favorable, tandis que la Bataille socialiste met toute son énergie à convaincre Paul Faure de l'importance d'une non-participation. Celui-ci craignant être marginalisé par Léon Blum, secrétaire du groupe socialiste à la Chambre des députés, se rapproche de l'aile gauche sur les conseils de Jean-Baptiste Séverac .
Lorsque le deuxième Cartel des gauches (accord de désistement entre socialistes et radicaux au 2d tour) remporte les élections législatives de 1932, Édouard Herriot propose à nouveau aux socialistes de participer à son futur gouvernement. Un congrès est convoqué afin de choisir la stratégie à suivre. Paul Faure et la Bataille socialiste parviennent à faire approuver par le congrès les « cahiers de Huyghens » (nom du gymnase où il est réuni) qui fixent des conditions (inacceptables pour les radicaux) pour une participation socialiste au gouvernement. Les radicaux rejettent ces conditions et forment un gouvernement de concentration républicaine soutenu par le centre-droit.
Désormais soutien de Paul Faure, la Bataille socialiste obtient fin 1933 l'exclusion des chefs réformistes (néo-socialistes, comme Marcel Déat). Puis après les évènements du 6 février 1934, elle milite pour la formation d'un « front marxiste » avec les communistes pour faire barrage au fascisme. Elle parvient en juin à convaincre la direction de la SFIO d'accepter la proposition d'unité d'action de Maurice Thorez qui aboutie à la signature d'un pacte d'unité le 27 juillet. C'est la première étape de la création du Front populaire.
Toutefois, la radicalisation de son discours sur la révolution sociale et la prise du pouvoir commence à l'isoler au sein de la SFIO et ses militants les plus modérés (Daniel Mayer, Max Lejeune) la quittent lors du 32e congrès de juin 1935. De plus, la signature du traité franco-soviétique en mai 1935, forme une rupture entre Jean Zyromski qui accepte le principe d'une défense nationale face au fascisme et Marceau Pivert qui en tant que pacifiste convaincu préfère le défaitisme révolutionnaire. Elle se concrétise par la scission de Pivert qui fonde la Gauche révolutionnaire le 20 septembre 1935.
Retournée dans la minorité, la Bataille socialiste consacre son action à la réunification des socialistes et communistes dans un nouveau parti unique. Isolée, elle abandonne ce projet en 1937.
À la suite de la victoire du Front populaire aux élections législatives de 1936, la Bataille socialiste approuve la formation d'un gouvernement dirigé par un socialiste. Toutefois, le soutien au gouvernement se fragilise après le choix de Léon Blum de ne pas intervenir dans la guerre d'Espagne alors que Jean Zyromski souhaite un soutien actif aux républicains espagnols. Par la suite, il refuse en juin 1937 de soutenir le nouveau gouvernement dirigé par le radical Camille Chautemps, auquel participe les socialistes.
Avec la fin du Front populaire en avril 1938 et la formation du gouvernement Daladier (radicaux et centre-droit), la Bataille socialiste s'oppose à tout compromis avec l'Allemagne nazie et dénonce notamment les accords de Munich approuvés par les députés socialistes. Le courant se rapproche ensuite de Léon Blum lors de la seconde session du 35e congrès en décembre 1938, qui y propose « la fermeté à l'égard des puissances fascistes » contrairement au secrétaire général Paul Faure qui prône le pacifisme. Cette alliance Blum-Zyromski est renouvelée à l'ouverture du 36e congrès de mai 1939, mais les blumistes rejoignent la motion de synthèse de Paul Faure et la Bataille socialiste se retrouve une nouvelle fois isolée au sein de la SFIO.
Elle condamne la signature du Pacte germano-soviétique et souhaite après la déclaration de guerre contre l'Allemagne que la défaite d'Hitler soit la priorité de la France. La défaite de 1940 et l'installation du régime de Vichy suspendent les activités de la Bataille socialiste et de la SFIO.

### Libération
Après la Libération en 1944, la SFIO est dirigée par le courant « humaniste » de Léon Blum qui laisse la place de secrétaire général à Daniel Mayer. Critiquant une évolution doctrinale qualifiée de « travailliste », la minorité derrière Guy Mollet s'organise en préparation du 38e congrès de 1946 pour recentrer le parti sur une ligne marxiste. Dans cette minorité, des « socialistes unitaires » (anciens proches de Jean Zyromski qui a rejoint le PCF en 1945) reconstituent la Bataille socialiste. A l'issue du congrès, Guy Mollet est élu secrétaire général du parti avec le soutien de la BS.
Le courant est alors animé par Pierre Commin, Jean Pierre-Bloch, Léon Boutbien et André Ferrat, mais se divise très rapidement entre ceux qui, comme Commin, continuent de soutenir la direction, et une minorité autour de Élie Bloncourt qui refuse l'engagement dans la Troisième Force, et maintient un courant autonome qui décide de publier, à partir de juillet 1947 un bulletin du même nom.
La BS soutient alors les grandes grèves dans lesquelles s'engage la Confédération générale du travail. Elle s'appuie notamment sur l'influence de Marcel Fourrier, rédacteur en chef du journal Franc-tireur, qui est un de ses militants, et qui maintient des liens étroits avec le Parti communiste français.
La publication, en décembre, d'un manifeste condamnant le vote par les députés socialistes de la loi du 2 décembre 1947 « tendant à la défense de la République » (dénomination officielle), conduit la direction de la SFIO à sanctionner les auteurs, membres des instances dirigeantes du parti, notamment Élie Bloncourt, Daniel Haas, qui seront exclus du parti dès janvier 1948. Ceux-ci créent alors le Mouvement socialiste unitaire et démocratique (MSUD) en  janvier 1948, qui prend le nom de Parti socialiste unitaire (dit « premier PSU ») en septembre 1948.

### CourantMolletisteau sein du PS
Guy Mollet, alors ancien secrétaire général de la SFIO, relance la Bataille socialiste en 1972 après être entré dans la minorité du jeune Parti socialiste lors du congrès d'Epinay. Le courant regroupait les proches de Guy Mollet comme Jacques Piette, Adrien Spinetta ou Maurice Coutrot. Il présente une motion portée par Claude Fuzier et composée de jeunes militants au congrès de Grenoble de 1973. Elle obtient 8,1 % lors du vote indicatif puis 7,9 % face à la motion de synthèse de François Mitterrand. L'expérience est renouvelée au congrès de Pau en 1975 mais elle ne dépasse pas la barre des 5 % qui permet d'être représenté au sein du comité directeur du parti. À la suite de cet isolement et de la mort de Guy Mollet, le courant se transforme en Centre de liaison et d’action : révolution, unité, socialisme (CLARUS) qui disparut en 1977. Une partie de ses membres comme Jacques Fleury rejoignent alors le courant de Pierre Mauroy, autre figure de l'ancienne SFIO au sein du PS « mitterrandien ».
Le nom a été utilisé de 2007 à 2017 par un site marxiste d'archives.

## Quelques membres de la Bataille socialiste
- Élie Bloncourt
- Bracke-Desrousseaux
- Pierre Brossolette
- Paul Colliette
- Pierre Commin
- Amédée Dunois
- Berthe Fouchère
- Léo Lagrange
- Jean Longuet
- Robert-Jean Longuet
- Jean Mairey
- Daniel Mayer
- Marceau Pivert
- Jean Zyromski
- Ludovic Zoretti
- Germaine Degrond